# ファラド

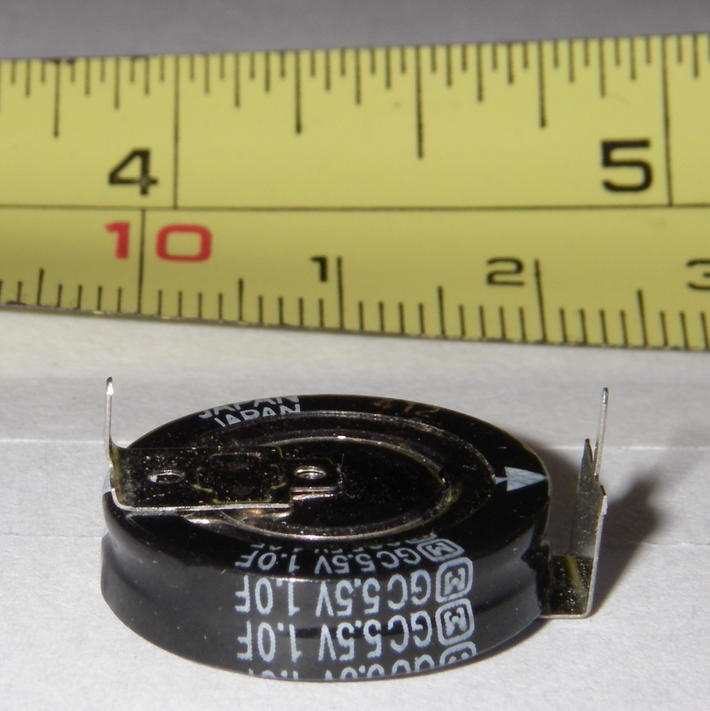
静電容量1ファラドの電気二重層コンデンサ

ファラド（英: farad、記号: F）は、コンデンサ（キャパシタ、キャパシタンス、蓄電器）などの静電容量の単位（SI組立単位）である。名称はマイケル・ファラデーに由来するものである（なお、同じくマイケル・ファラデーに由来するファラデーという単位があるが、これは電荷の単位である）。

## 定義
1ファラドは、「1クーロン(C)の電気量を充電したときに1ボルト(V)の直流の電圧を生ずる2導体間の静電容量」（計量単位令による）と定義される。言い換えると、「1ファラドは1ボルトの電位差により1クーロンの電荷を充電できる静電容量」となる。
静電容量・電荷・電位差の関係は線形である。コンデンサの中の電位差が半分になれば、そのコンデンサで充電される電荷の量も半分になる。
SI基本単位で組み立てると、
F = C/V = m−2·kg−1·s4·A2
となる。
他の組立単位では、以下のように表せる。
{\displaystyle {\mbox{F}}=\,\mathrm {{\dfrac {\mbox{C}}{\mbox{V}}}={\frac {A\cdot s}{V}}={\dfrac {\mbox{J}}{{\mbox{V}}^{2}}}={\dfrac {{\mbox{W}}\cdot {\mbox{s}}}{{\mbox{V}}^{2}}}={\dfrac {{\mbox{C}}^{2}}{\mbox{J}}}={\dfrac {{\mbox{s}}^{2}\cdot {\mbox{C}}^{2}}{{\mbox{m}}^{2}\cdot {\mbox{kg}}}}={\dfrac {{\mbox{s}}^{4}\cdot {\mbox{A}}^{2}}{{\mbox{m}}^{2}\cdot {\mbox{kg}}}}={\dfrac {{\mbox{C}}^{2}}{{\mbox{N}}\cdot {\mbox{m}}}}={\dfrac {\mbox{s}}{\Omega }}} ={\dfrac {{\mbox{s}}^{2}}{\mbox{H}}}}
ここで、Fはファラド、Aはアンペア、Vはボルト、Cはクーロン、Jはジュール、mはメートル、Nはニュートン、sは秒、Wはワット、kgはキログラム、Ωはオーム、Hはヘンリーである。これらの組立単位による表し方は、以下のように説明できる。
{\displaystyle \mathrm {F={\dfrac {C}{V}}={\dfrac {A\cdot s}{V}}} }
コンデンサの静電容量 C は、コンデンサに蓄えられる電荷量 Q とコンデンサにかかる電圧 V を用いて {\displaystyle C={\frac {Q}{V}}} と表され、 {\displaystyle \mathrm {F={\frac {C}{V}}} } を導ける。コンデンサに蓄えられる電荷量 Q は、電流 i を時間で積分したものであり、分子の {\displaystyle \mathrm {C} } は、{\displaystyle \mathrm {A\cdot s} } と変換できる。
{\displaystyle \mathrm {F={\dfrac {J}{V^{2}}}={\dfrac {W\cdot s}{V^{2}}}} }
コンデンサが蓄えるエネルギー W を、静電容量 C と加わる電圧 V で表すと {\displaystyle W={\frac {1}{2}}CV^{2}} であり、{\displaystyle \mathrm {J=F\cdot V^{2}} } を導ける。
{\displaystyle \mathrm {F={\dfrac {C^{2}}{J}}={\dfrac {s^{2}\cdot C^{2}}{m^{2}\cdot kg}}={\dfrac {s^{4}\cdot A^{2}}{m^{2}\cdot kg}}} }
コンデンサが蓄えるエネルギー W を、静電容量 C と蓄えられる電荷量 Q で表すと {\displaystyle W={\frac {Q^{2}}{2C}}} であり、{\displaystyle \mathrm {J={\frac {C^{2}}{F}}} } が導ける。エネルギーの単位であるジュールは {\displaystyle \mathrm {\frac {m^{2}\cdot kg}{s^{2}}} } と変換でき、さらに {\displaystyle \mathrm {C} } は {\displaystyle \mathrm {A\cdot s} } と変換できる。
{\displaystyle \mathrm {F={\dfrac {C^{2}}{N\cdot m}}} }
電束密度 D、電場の強度 E について、誘電率 ε は {\displaystyle \epsilon ={\frac {\partial {\boldsymbol {D}}}{\partial {\boldsymbol {E}}}}} で定義される。これより {\displaystyle \mathrm {F={\dfrac {C^{2}}{N\cdot m}}} } を導ける。
{\displaystyle \mathrm {F={\dfrac {s}{\Omega }}} }
コンデンサのインピーダンス ZC は、角周波数を ω、静電容量を C として {\displaystyle Z_{\mathrm {C} }={\frac {1}{{\mathrm {j} }\omega C}}} と表せ、{\displaystyle \mathrm {\Omega ={\dfrac {1}{1/s\cdot F}}} } を導ける。ここで、{\displaystyle \mathrm {j} } は虚数単位 を表す。
{\displaystyle \mathrm {F={\dfrac {s^{2}}{H}}} }
真空の誘電率 ε0 は、真空の透磁率 μ0、光速 c との間に {\displaystyle \epsilon _{0}={\frac {1}{\mu _{0}c^{2}}}} の関係があり、{\displaystyle \mathrm {F={\dfrac {s^{2}}{H}}} } を導ける。

## 使用される範囲
ほとんどの用途において、ファラドは静電容量の単位としては大きすぎる。電子回路などに受動素子として用いられる一般的なコンデンサの静電容量を示すためには、ピコ(p)やマイクロ(μ)といったSI接頭語をつけた小さな単位がよく用いられる。
- 1 mF（ミリファラド、10−3ファラド）
- 1 μF（マイクロファラド、10−6ファラド）
- 1 nF（ナノファラド、10−9ファラド）
- 1 pF（ピコファラド、10−12ファラド）

かつては1Fなどの非常に大きな静電容量を持つ製品は存在しなかったが（多くてもアルミ電解コンデンサの数万 μF = 数十 mF）、1990年代には1 Fといった容量を持つ電気二重層コンデンサが使われるようになった。電気二重層コンデンサは2010年代には数Fの素子や、用途によっては1 kFといった巨大な容量を持つものも存在するようになった。ただし、このような大容量の素子は、電子回路における受動素子としてではなく、もっぱら二次電池の代用としてバックアップ電源（小は機器内のメモリー内容のバックアップから大は無停電電源装置用）や電動フォークリフト、ハイブリッドカーの動力用など電力の貯蔵に使われている。

## 歴史
「ファラド(farad)」という言葉は元々、1861年にジョサイア・ラティマー・クラークとチャールズ・ティルストン・ブライトが作った造語であるが、彼らはファラドを電荷の単位とすることを提案していた。1881年にパリで開かれた国際電気会議で、ファラドを静電容量の単位の名称とすることが決定した。

## 解説
コンデンサは2つの電気伝導体平板から成り、2つの伝導体は誘電体と呼ばれる絶縁層によって切り離されている。コンデンサの原型は、18世紀に開発されたライデン瓶だった。伝導体への電荷の蓄積が静電容量となる。最大耐圧数ボルトから数キロボルトまで、静電容量がフェムトファラドからファラドまでにわたる、電気・電子工学で使われる非常に広い範囲の需要に応じるために、コンデンサは様々な製造法と材料によって製造される。
コンデンサの値は、通常ファラド(F)、マイクロファラド（μF）、ナノファラド（nF）、ピコファラド（pF）で指定される。ミリファラド(mF)はまれにしか使われない（例えば、4.7 mF（0.0047 F）の静電容量は、4700 μFと書かれる）。市販のコンデンサの容量は、0.1 pFのあたりから5000 F（5 kF）の電気二重層コンデンサ（スーパー・キャパシタ）まである。高性能集積回路(IC)の寄生容量はフェムトファラド（1 fF = 0.001 pF = 10−15 F）の単位で計測される。高性能の試験装置は、10 aF（= 10−17 F）のオーダーで静電容量の変化を検出できる。
0.1 pFは、電気・電子工学の設計で一般的に使われる最も小さい値である。それより小さい値は、他の構成要素や配線、プリント配線に乗る寄生容量に支配されてしまう。1 pF以下の静電容量値は、短い2本の絶縁ワイヤをよることによって得ることができる。
地球の電離層と地面との間の静電容量は、約1 Fである。

## 組立単位

### ファラド毎メートル
誘電率の単位はファラド毎メートル(F/m)であり、
F/m = m−3·kg−1·s4·A2
となる。

### 毎ファラド・ダラフ
静電容量の逆数をエラスタンス（英: electrical elastance）という。その単位は、ファラドの逆数であるため毎ファラド (F−1)となるが、farad を逆さまにしてダラフ（英: daraf）とも呼ぶ。毎ファラドは、
F−1  =m2·kg1·s−4·A−2
となる。

## CGS単位
アブファラド（abfarad、abF）は、CGS電磁単位系の静電容量の単位である。109ファラドに等しい。
スタットファラド（statfarad、statF）はCGS静電単位系の静電容量の単位である。「1スタットボルトの電位差により1スタットクーロンの電荷を充電できる静電容量」と定義される。1/(10−5c2)ファラド（ここでcはセンチメートル毎秒単位の光速度）に等しく、およそ1.1126 pFである。

## 非公式・非推奨の名称
英語の口語では、ピコファラドは時々"puff"や"pic"と呼ばれ、"a ten-puff capacitor"のような言い方をすることがある。同様に、マイクロファラドは"mic"（マイクと発音する）と呼ばれることがある。
ギリシャ文字のμが利用できない場合、"μF"を"uF"と書くことがしばしばある。古い文献では、ピコファラドを二重接頭語を使って「マイクロマイクロファラド」(μμF)と表現している。1960年以前には、"mF"や"MFD"はミリファラドではなくマイクロファラドを意味することが多かった。同様に、マイクロマイクロファラドは"mmF"とも表記された。

## 符号位置
| 記号 | Unicode | JIS X 0213 | 文字参照          | 名称             |
| ---- | ------- | ---------- | ----------------- | ---------------- |
| ㌲   | U+3332  | -          | &#x3332; &#13106; | ファラッド       |
| ㎊   | U+338A  | -          | &#x338A; &#13194; | ピコファラド     |
| ㎋   | U+338B  | -          | &#x338B; &#13195; | ナノファラド     |
| ㎌   | U+338C  | -          | &#x338C; &#13196; | マイクロファラド |

Unicodeには、CJK互換用文字として以下の文字が収録されている。
- U+3332 ㌲ square huaraddo
- U+338A ㎊ square pf
- U+338B ㎋ square nf
- U+338C ㎌ square mu f

これらは、既存の文字コードに対する後方互換性のために収録されているものであり、使用は推奨されない。